# Paragehyra austini
Paragehyra austini — вид геконоподібних ящірок родини геконових (Gekkonidae). Ендемік Мадагаскару. Описаний у 2014 році.

## Поширення і екологія
Paragehyra austini відомі за типовим зразком, зібраним в печері на західному схилі гірського масиву Андохахела в регіоні Анузі на південному сході острова Мадагаскар, на висоті 796 м над рівнем моря.